# Pasítea
Pasítea (en grec antic Πασιθέη) va ser una de les cinquanta Nereides, filla de Nereu, un déu marí fill de Pontos, i de Doris, una nimfa filla d'Oceà i de Tetis. Tenia un únic germà, Nèrites.
D'entre els autors que parlen de les nereides, només la cita Hesíode a la Teogonia.
Homer parla de Pasítea i diu que va ser una de les Càrites, amant d'Hipnos, i Pausànias comenta que Homer coneixia algunes Càrites més antigues, a més de les comunament acceptades.